# Беликова, Вера Яковлевна
Вера Яковлевна Беликова (1909, Дондуковская, Кубанская область — 1976, Дондуковская, Адыгейская АО) — передовик советского сельского хозяйства, звеньевая совхоза «Чехрак» Министерства сельского хозяйства СССР, Кошехабльский район Адыгейской автономной области Герой Социалистического Труда (1948).

## Биография
Родилась в 1909 году в станице Дондуковской Майкопского отдела Кубанской области, ныне Гиагинского района Адыгеи.
Трудовую деятельность начала в совхозе «Чехрак» Кошехабльского района. Работала, не жалея сил, выращивала ценную техническую культуру — южную коноплю. В 1936 году Вера Яковлевна возглавила звено коноплеводов и получала хорошие урожаи. Перед войной умер муж, и Вере Яковлевне пришлось хлебнуть немало горя. Самоотверженно трудилась она в годы Великой Отечественной войны, была награждена медалью «За доблестный труд в Великой Отечественной войне 1941—1945 гг.».
В 1947 году звено В. Я. Беликовой получило высокий урожай стебля и семян южной конопли.
Грамота Президиума Верховного Совета СССР, выданная В. Я. Беликовой, гласит:

 «За ваши исключительные заслуги перед государством, выразившиеся в получении в 1947 году урожая стебля южной конопли 65,5 центнера и семян южной конопли 6,8 центнера с гектара на площади 7 гектаров, Президиум Верховного Совета СССР своим Указом от 19 мая 1948 года присвоил Вам звание Героя Социалистического Труда с вручением ордена Ленина и золотой медали «Серп и Молот»— Н. Г. Апарин, А.В. Киселёв. Золотые Звёзды Адыгеи. — 2-е изд. доп. дораб.. — Майкоп: ГУП Республиканское издат.-полигр. предприятие Адыгея, 1980. — С. 216—217. — 220 с. — 5000 экз.
В 1948 году В. Я. Беликова переехала в родную станицу Дондуковскую и стала трудиться звеньевой колхоза имени Кирова. Двадцать восемь лет она руководила полеводческим звеном. И не один год коллектив звена собирал высокие урожаи пшеницы и кукурузы, за что звеньевая награждена почётными грамотами, благодарностями. Награждена медалями ВДНХ СССР.
Вера Яковлевна неоднократно избиралась депутатом Дондуковского сельского и Гиагинского районного Советов народных депутатов.
Умерла в 1976 году. Похоронена в станице Дондуковская.

## Семья
Трудолюбивыми и честными воспитала Вера Яковлевна своих детей. Сын Павел Иванович работал трактористом в колхозе, его жена Дина Павловна — свекловод. Дочери — Раиса и Надежда — жили в Дондуковской, семьи и трудились в колхозе.

## Награды
- Золотая медаль «Серп и Молот» (19.05.1948);
- Орден Ленина (19.05.1948);
- Медаль «В ознаменование 100-летия со дня рождения Владимира Ильича Ленина» (06.04.1970)[2];
- Медаль «За доблестный труд в Великой Отечественной войне 1941—1945 гг.»[2].

## Память

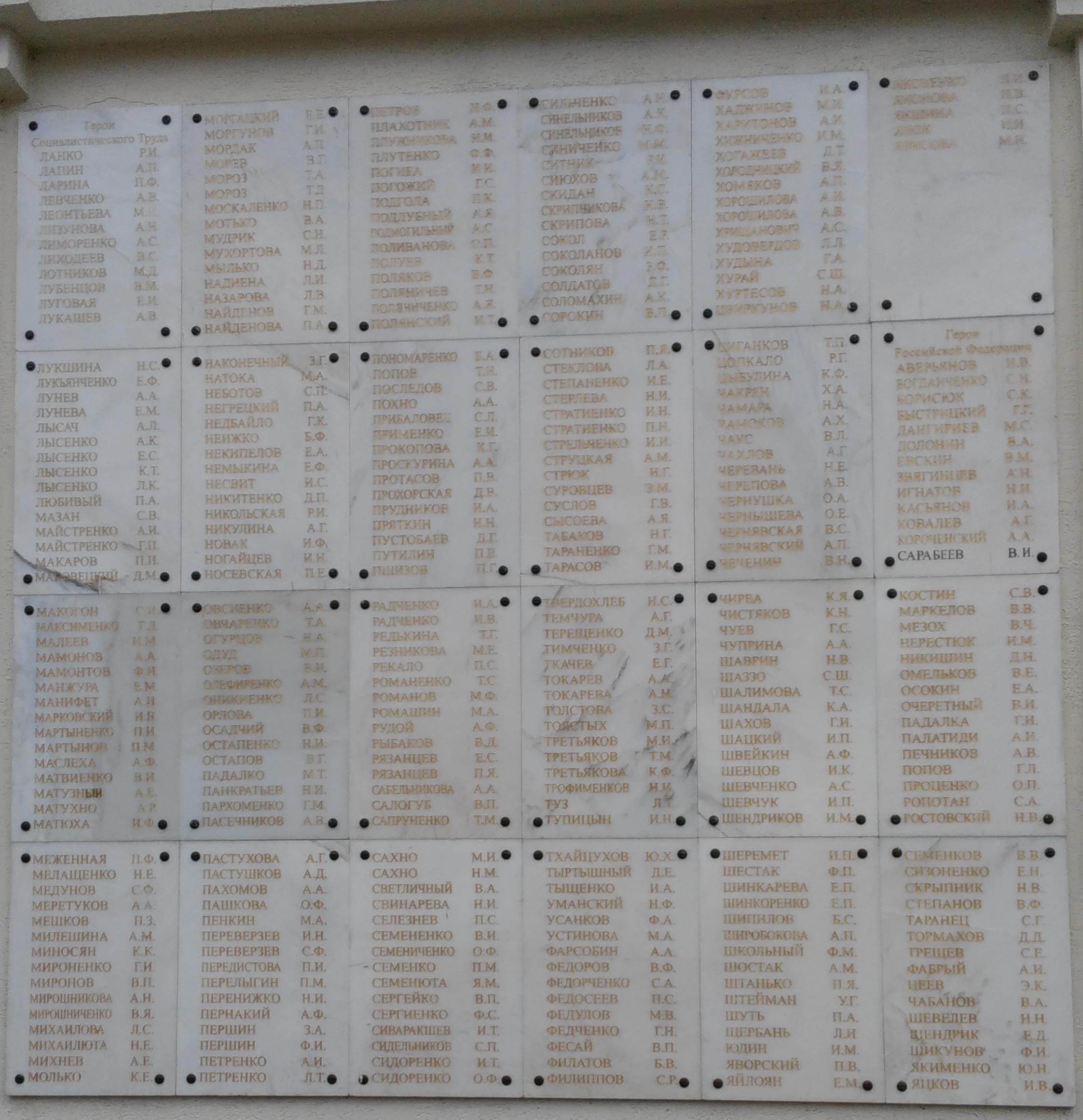
Мемориальная доска с именами Героев Социалистического Труда Кубани и Адыгеи. Краснодар 2017

- На могиле установлен надгробный памятник.
- Имя Героя золотыми буквами вписано на мемориальной доске в Краснодаре